# 철민황귀비
철민황귀비 부찰씨(哲憫皇貴妃 富察氏, 생년 미상 ~ 1735년 8월 20일)는 중국 청나라 제6대 황제 건륭제(乾隆帝)의 측실이며 정안친왕(定安親王)의 어머니이다.

## 생애
1726년 당시 황태자 신분이었던 건륭제의 측실로 간택되어 그와의 사이에서 소생 1남 1녀를 두었으나 그녀는 시아버지 옹정제(雍正帝)가 보위에 올라 있었을 적에 훙서(병사)하였다.

### 사후
옹정제 붕어 이후 건륭제가 보위에 오르자 황귀비로 추서되었다.

## 같이 보기
- 순혜황귀비